# Пептидазный ингибитор 16
Пептидазный ингибитор, тип 16 (англ. Peptidase inhibitor 16; CD364) — белок, продукт гена человека PI16 . Принадлежит к суперсемейству CAP.

## Функции
Может ингибировать рост кардиомиоцитов.

## Тканевая локализация
Экспрессирован в предстательной железе,  яичках, яичниках и тонком кишечнике. Повышенная концентрация в крови наблюдается при раке простаты.

## Взаимодействия
Взаимодействует с PSP94/MSMB.

## Структура
Основная мембранная изоформа включает 463 аминокислоты, молекулярная масса 49,5 кДа. Альтернативный сплайсинг приводит к образованию 2 изоформ. Более короткая изоформа 2 (270 аминокислот, 29,7 кДа) не содержит мембранного домена и может секретироваться.